# Talp daurat de Juliana
El talp daurat de Juliana (Neamblysomus julianae) és una espècie de talp daurat endèmica de Sud-àfrica. És considerada una espècie amenaçada a causa de la pèrdua d'hàbitat. Els talps daurats són un antic grup de mamífers que viuen principalment a sota terra. Tenen pelatges lluents i un físic esvelt. No tenen ulls ni orelles visibles; de fet, són cecs – els petits ulls estan coberts d'una pell pilosa. Les orelles són petites i estan amagades entre el pèl de l'animal.